# 시해선
시해선은 신선의 하나이다. 신선에는 시해선, 지선, 천선이 있다.
보통은 죽어서 신선이 되는 것이라고 알려져 있으나, 봉우 권태훈은 시해법을 공개하면서, 주역에 따라 시간과 방향을 정하여 누워서 2분 조식법, 즉 1분간 들이쉬고 1분간 내쉬는 단전호흡을 하면, 영혼이 육체를 벗어나 바깥을 돌아다닐 수 있다고 한다. 강태공, 제갈공명이 시해법을 익혔다고 알려져 있다. 정해진 시간에 돌아오지 못하면 죽는다.

## 같이 보기
- 용호비결 - 조식법 최고의 교과서